# Xuthea nepalensis
Xuthea nepalensis es una especie de insecto coleóptero de la familia Chrysomelidae. Fue descrita en 1983 por Scherer.